# Bitwa pod Le Mans (1793)
Bitwa pod Le Mans – starcie zbrojne, które miało miejsce w dniach 12–13 grudnia 1793 podczas wojen wandejskich. Bitwa była częścią operacji wojskowej Virée de Galerne, przeprowadzonej przeciwko wandejskim rebeliantom.
10 grudnia 1793 roku opuszczające Angers, wojska wandejskie rozpoczęły marsz wzdłuż Loary docierając do miasta Le Mans. Z liczby 80 000 ludzi, którzy wyruszyli z Angers, do miasta dotarła tylko grupa składająca się z 40 000 ludzi z czego większość stanowili cywile i ranni żołnierze. Oddziały armii Republikanów dotarły do miasta w około 12 grudnia. Jeden z dowódców sił rewolucyjnych, François Westermann, zaapelował do Wandejczyków o poddanie się. Apel został odrzucony ponieważ znajdujący się mieście powstańcy czuli się bezpiecznie i wierzyli, że Republikanie nie są w stanie zrobić im większej szkody. Wczesnego ranka pod bramami miasta pojawił się Westermann, do którego dołączyli François Marceau oraz Jean-Baptiste Kléber. Łącznie republikanie mieli gotowych do walki około 20 000 żołnierzy. W tym samym czasie główne siły Wandejczyków, dowodzone przez Henri de la Rochejaqueleina, wkroczyły do miasta z okolicznych terenów wiejskich. Większość żołnierzy znajdujących się w mieście nie zdawała sobie sprawy z zagrożenie. Powstańcy nagminnie opijali się w lokalnych karczmach, a wojska były rozproszone na terenie całego miasta.
Mimo że na terenie całego miasta były rozlokowane liczne barykady były one słabo obsadzone oraz źle ufortyfikowane. W południe, 12 grudnia oddziały Republikanów wkroczyły do miasta szybko zdobywając barykady, łamiąc główny opór Wandejczyków oraz zdobywając kluczowe punkty miasta. Niezdolni do obrony powstańcy chaotycznie przemieszczali się po ulicach Le Mans. Bitwa szybko przerodziła się w masakrę. Dowództwo republikanów próbowało przerwać rzeź, jednakże nie było już w stanie zatrzymać przed masowymi mordami żołnierzy, cywilów oraz rannych. Oddziały które przetrwały rzeź na czele z la Rochejaqueleinem wycofały się w kierunku miasta Laval.
Łącznie przez ponad 40 godzin walk oddziały republikanów zabiły ponad 15 000 obrońców miasta oraz cywilów. Straty poniesione przez atakujących były niewielkie i wynosiły zaledwie 30 zabitych oraz 100 rannych.
Zwycięstwo w bitwie oraz zdobycie Le Mans pozwoliło Republikanom wejście w decydującą fazę operacji Virée de Galerne.